# De was
De was (Frans: Le linge, Engels: Laundry) is een schilderij van Édouard Manet uit 1875. Sinds circa 1936 maakt het deel uit van de collectie van de Barnes Foundation in Philadelphia.

## Voorstelling
De was toont een huiselijke scène in een weelderige, bloemrijke tuin, vermoedelijk in de Parijse wijk Batignolles. Het middelpunt van de compositie is een vrouw die een kledingstuk uitwringt. Een jong kind lijkt te willen helpen en trekt aan de emmer met sop. De vrouw draagt een eenvoudige blauwe jurk en een traditionele Franse hoed, terwijl het kind gekleed is in een witte katoenen jurk met blauwe details en een kleine strooien hoed met rode accenten. In de tuin zijn overal bloemen te zien. Op de achtergrond hangt een deel van de was al te drogen op twee waslijnen. 
Hoewel het wassen van linnen in de negentiende eeuw vaak zwaar en veeleisend werk was, is Manets weergave opvallend idyllisch. Het schilderij straalt een gevoel van tevredenheid en eenvoud uit. Dit staat in schril contrast met de realiteit van het leven van wasvrouwen, die in de kunst en literatuur uit die periode vaak werden afgebeeld met de nadruk op hun zware bestaan, bijvoorbeeld bij de schrijver Émile Zola, een goede vriend van de schilder.
Hoewel Manet de beweging nooit volledig omarmde, paste hij in de periode rond 1875 volop impressionistische technieken toe. Op dit schilderij werkte hij met losse, zichtbare penseelstreken die een levendige en directe sfeer creëren. Hij gebruikt flitsen van witte verf, gecompenseerd door grijstinten en blauw, om het effect van zonlicht op de drogende stof weer te geven. De schilder Jacques-Émile Blanche, die De waslijn in zijn jeugd in Manets atelier zag, vond dat dit schilderij van alle werken van de schilder het dichtst bij het impressionisme in de buurt kwam.
Brieven van Manet uit 1875 en de inventaris van zijn studio na zijn dood wijzen erop dat Alice Legouvé samen met haar dochter model heeft gestaan voor het schilderij. Zij was een bekende van de schilder en komt op meer van zijn schilderijen voor.

## Herkomst
De was werd in 1875 afgewezen door de jury van de Salon, de officiële jaarlijkse staatstentoonstelling voor kunst. Manet bleef zijn werken consequent indienen bij de Salon, op zoek naar officiële erkenning, maar zijn werken, die vaak het moderne leven met innovatieve technieken afbeeldden, botsten regelmatig met de conservatieve smaak van de jury. Manet besloot hierop het schilderij samen met andere werken in zijn atelier tentoon te stellen. Deze expositie trok veel bezoekers en leidde tot een positievere beoordeling van Manets werken. In zijn essay “The Impressionists and Edouard Manet” verdedigde de schrijver Mallarmé Manet en de impressionisten. Hij gebruikte De was om zijn ideeën over schilderkunst uiteen te zetten.
In een brief gedateerd op 1 september 1936 aan zijn kunsthandelaar Etienne Bignou vermeldt Albert C. Barnes het schilderij. Dit wijst er sterk op dat  Barnes De was rond of vóór die datum verwierf. In de jaren 1930 was Barnes actief bezig om zijn collectie op te bouwen. 

## Afbeelding

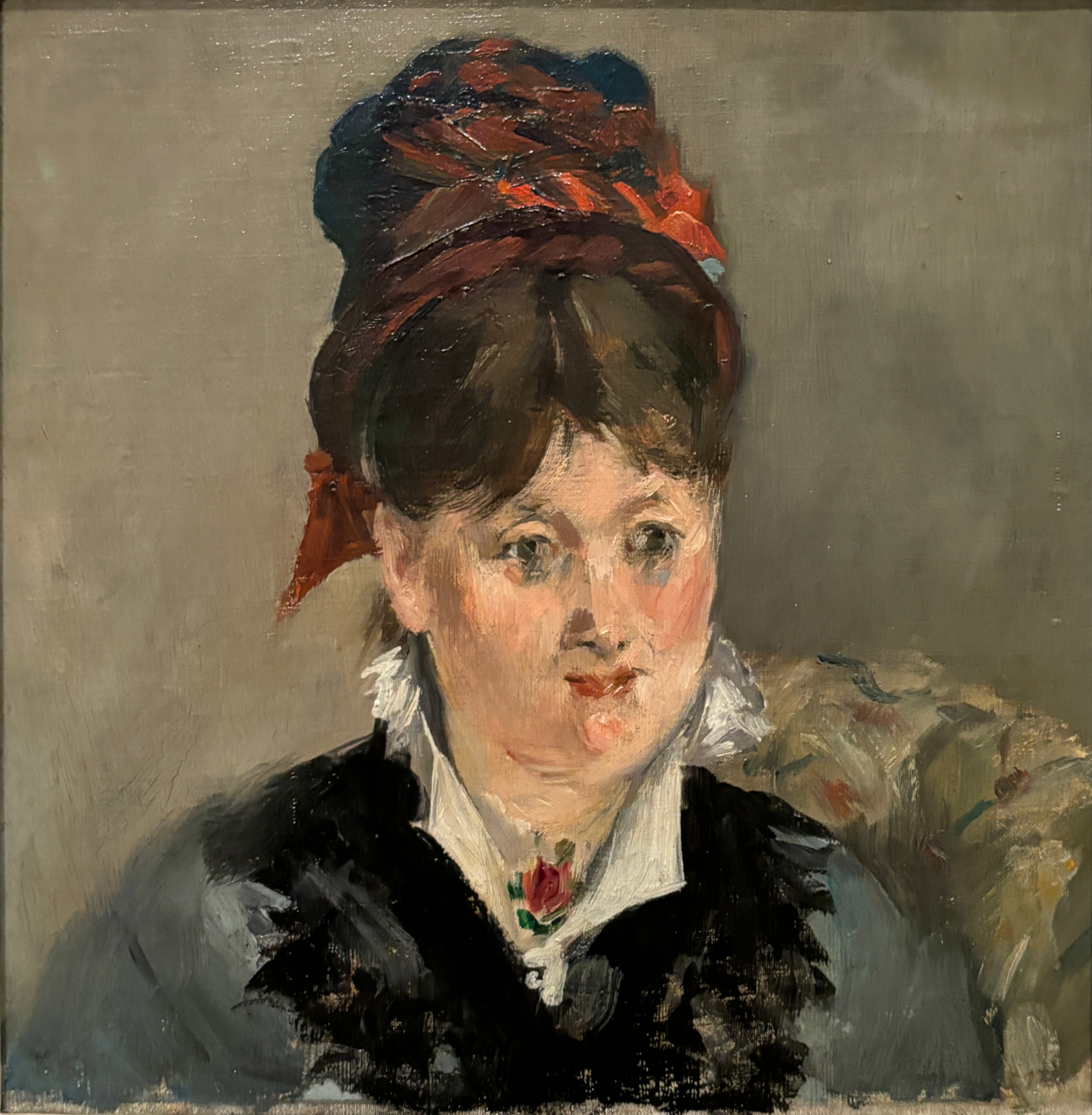
Portret van Alice Lecouvé in een fauteuil (ca. 1875)